# Nicolas Livecchi
Nicolas Livecchi ist ein Drehbuchautor und Filmwissenschaftler.

## Karriere
Livecchi arbeitet seit 2012 beim Produktionsunternehmen Why Not Productions in der Entwicklungsabteilung. Im selben Jahr schrieb er das Drehbuch für den Kurzfilm Lettre d’un père à sa fille. Im Jahr 2016 schloss er ein Studium der Filmwissenschaft mit einer Doktorarbeit über den Film Schindlers Liste von Steven Spielberg ab. Zuletzt arbeitete er an Emilia Pérez von Regisseur Jacques Audiard, wofür er zusammen mit Audiard, Thomas Bidegain und Léa Mysius bei der Oscarverleihung 2025 in der Kategorie Bestes adaptiertes Drehbuch nominiert wurde.

## Werke

### Filme (Auswahl)
- 2012: Lettre d’un père à sa fille (Kurzfilm)
- 2016: L'âge de raison (Kurzfilm, Produktion)
- 2019: Shiny Happy People (Kurzfilm, Produktion, Buch)
- 2021: Wo in Paris die Sonne aufgeht
- 2023: Jeanne du Barry
- 2024: Emilia Pérez

### Bücher
- L’etoile jaune et le manteau rogue. Une étude de La Liste de Schindler. Impressions Nou, 2016, ISBN 978-2874493201.
- Mit Arnaud Desplechin: Dylanographie. Impressions Nou, 2021, ISBN 978-2874498633.

## Auszeichnungen
- 2024: Capri Adapted Screenplay Award für Emilia Pérez
- 2025: LEJA-Award-Nominierung in der Kategorie Bestes adaptiertes Drehbuch für Emilia Pérez
- 2025: AARP-Movies-for-Grownups-Award-Nominierung in der Kategorie Bester Drehbuchautor für Emilia Pérez
- 2025: Oscar-Nominierung in der Kategorie Bestes adaptiertes Drehbuch für Emilia Pérez